# Bino Bini
Bino Bini (Livorno, 23 de enero de 1900-Livorno, 5 de abril de 1974) fue un deportista italiano que compitió en esgrima, especialista en la modalidad de sable.
Participó en dos Juegos Olímpicos de Verano en los años 1924 y 1928, obteniendo en total tres medallas, oro en París 1924 y plata y bronce en Ámsterdam 1928. Ganó una medalla de bronce en el Campeonato Mundial de Esgrima de 1926.

## Palmarés internacional
| Juegos Olímpicos   | Juegos Olímpicos         | Juegos Olímpicos  | Juegos Olímpicos  |
| Año                | Lugar                    | Medalla           | Prueba            |
| ------------------ | ------------------------ | ----------------- | ----------------- |
| 1924               | París (Francia)          | Medalla de oro    | Sable por equipos |
| 1928               | Ámsterdam (Países Bajos) | Medalla de plata  | Sable por equipos |
| 1928               | Ámsterdam (Países Bajos) | Medalla de bronce | Sable individual  |
| Campeonato Mundial |                          |                   |                   |
| Año                | Lugar                    | Medalla           | Prueba            |
| 1926               | Budapest (Hungría)       | Medalla de bronce | Sable individual  |